# 부차노
부차노(이탈리아어: Bucciano)는 이탈리아 캄파니아주 베네벤토도의 코무네다. 나폴리로부터 북동쪽 40km, 타부르누스 산 남비탈면 20km 거리에 베네벤토가 있다.
도시의 주요 경제는 농업이다. 주요 생산품은 곡물과 올리브유, 포도주이며 그외의 것도 생산한다.